# Bafouni
Bafouni est un village du Cameroun situé dans le département du Mayo-Louti et la région du Nord, à proximité de la frontière avec le Tchad. Il fait partie de la commune et du lamidat de Figuil.

## Population
Lors du recensement de 2005, la localité comptait 647 habitants